# غراند بورغر

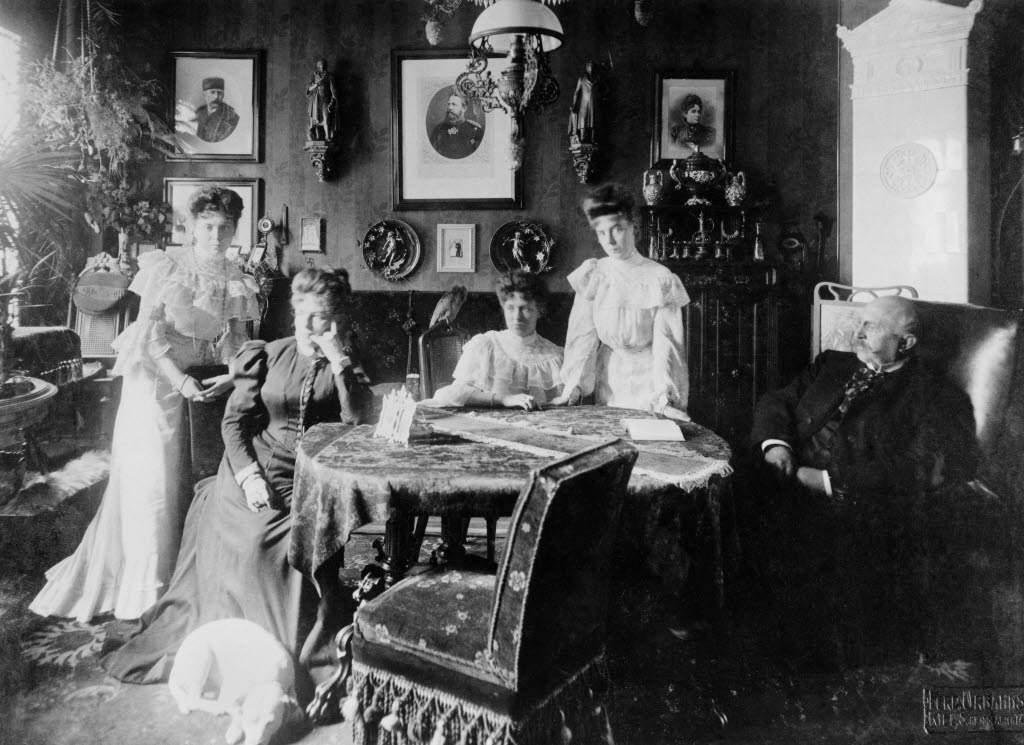

غراند بورغر هو لقب محدد أو موروث ألماني الأصل يعود للقرون الوسطى ويحدد هذا اللقب قانونيا بحيث يمنح لحامله امتيازات دستورية حصرية وحقوق قانونية خاصة. يمنح اللقب للماجنيت Magnate ة هي كلمة لاتينية تعني الرجل العظيم وتعني الرجال التابعين للإمبراطور والمخلصين له. يصنف حاملي هذا اللقب من الصفوة أي الأعلى مرتبة اجتماعية على راس الهرم الاجتماعي حيث كانت طبقة اجتماعية عليا محددة بشكل رسمي من الأفراد الأثرياء وعائلات النخبة في المدن والبلدات الناطقة باللغة الألمانية في العصور الوسطى في فترة حكم الإمبراطورية الرومانية المقدسة. الذين كانوا عادةً من أصحاب الثروات التجارية أو الخلفية التجارية الكبيرة والعقارات. وجد هذا اللقب بشكل رسمي في اواخر القرن التاسع عشر واوائل القرن العشرين، حيث طبق في في مدن وبلدات أوروبا الوسطى التي تتمتع بالحكم الذاتي ومدن الإمبراطوريات الحرة مثل هامبورغ وأوغسبورغ وكولونيا وبرن. 